# جورسی گودا
جورسی گودا (به لاتین: Jorsigoda) یک منطقهٔ مسکونی در سری‌لانکا است که در استان جنوبی (سری‌لانکا) واقع شده‌است.